# 히야마 키요테루
히야마 키요테루(氷山（ひやま）キヨテル)는 AH-Software가 2009년 12월 4일 카아이 유키와 SF-A2 개발코드 miki와 동시 발매된 VOCALOID2 채용 소프트웨어이다.

## 개요
카아이 유키와 SF-A2 개발코드 miki와 동시 발매된 VOCALOID로, 카아이 유키의 선생님이라는 설정이 있다.
히야마 키요시의 음성을 채용하였으며, 패키지 일러스트에는 정장을 입고 출석부를 들고 있는 남성이 그려져 있다.
자신있는 음역은 C2~G3이며, 자신있는 템포는 60~160이다.

## 같이 보기
- VOCALOID
- AH-Software
  - 카아이 유키